# Niklas Mahrdt
Niklas Mahrdt (* 2. Dezember 1967) ist Professor für Marketing & Digitale Transformation an der Rheinischen Fachhochschule Köln.

## Leben
Nach dem Studium der BWL und VWL in Heidelberg, Paris und Berlin promovierte er als Stipendiat der Deutsche Telekom AG über Strategische Allianzen in Zeiten der Medienkonvergenz.

## Wirken
Niklas Mahrdt ist Autor und Herausgeber von Fachbüchern, Infografiken und Studien. Seit 2014 bloggt er regelmäßig im Rahmen seines Wissenschaftsblogs für Digitales & Marketing unter www.cross-science.de.
Im Jahr 2008 wurde er bei der Wahl zum „Professor des Jahres“ in der Endausscheidung unter die zehn besten Professoren Deutschlands im Bereich Wirtschaft und Jura gewählt. Die Rangliste wird vom UNICUM-Verlag im Rahmen einer jährlich stattfindenden Befragung bei Studierenden durchgeführt.
Niklas Mahrdt ist Speaker für sämtliche Themen rund um die Digitalisierung bzw. Digitale Transformation und hat mit Vorträgen und Key Notes eine Vielzahl von Unternehmen aus unterschiedlichen Branchen inspiriert.
Mahrdt unterstützt innovative Unternehmensgründungen aus der Hochschule heraus.
Ferner gehört er im Rahmen des Gründerwettbewerbes Multimedia dem Coaching-Netzwerk des Bundesministeriums für Wirtschaft und Technologie (BMWI) für Unternehmensgründungen im Bereich Medien und IT an.
Parallel zu seiner Professur berät er als Gründer und Direktor des Media Economics Instituts branchenübergreifend Unternehmen bei sämtlichen Fragen rund um Digitalisierung, Digitales Marketing und Transformation.